# Spikaren
Spikaren est une île norvégienne du comté de Hordaland appartenant administrativement à Bergen.

## Description
Rocheuse et pratiquement désertique à l'exception d'un bosquet d'arbres, elle s'étend sur environ 142 m de longueur pour une largeur approximative de 76 m. 